# Interdikasteriální komise pro Katechismus katolické církve
Interdikasteriální komise pro Katechismus katolické církve je dikasterium Římské kurie.
Tento orgán byl založen papežem Janem Pavlem II. v březnu 1993 a jeho úkolem je koordinovat činnost týkající se Katechismu katolické církve. Má podporovat iniciativy k jeho lepšímu pochopení, zkoumání a má za úkol také schvalovat je překlady latinského vzoru editio typica. Tato nová komise kontinuálně navazuje na dvě předchozí: Komisi pro přípravu Katechismu univerzální církve (ital. Commissione per la preparazione del Catechismo per la Chiesa universale), pracující od 10. července 1986 do prosince 1992, a redakční komisi (ital. Commissione editoriale) z roku 1991.
Komise věnuje více času na psaní latinské verze editio typica, která je pak podkladem pro veškeré další překlady do jiných jazyků.